# 埼玉県道44号秩父児玉線

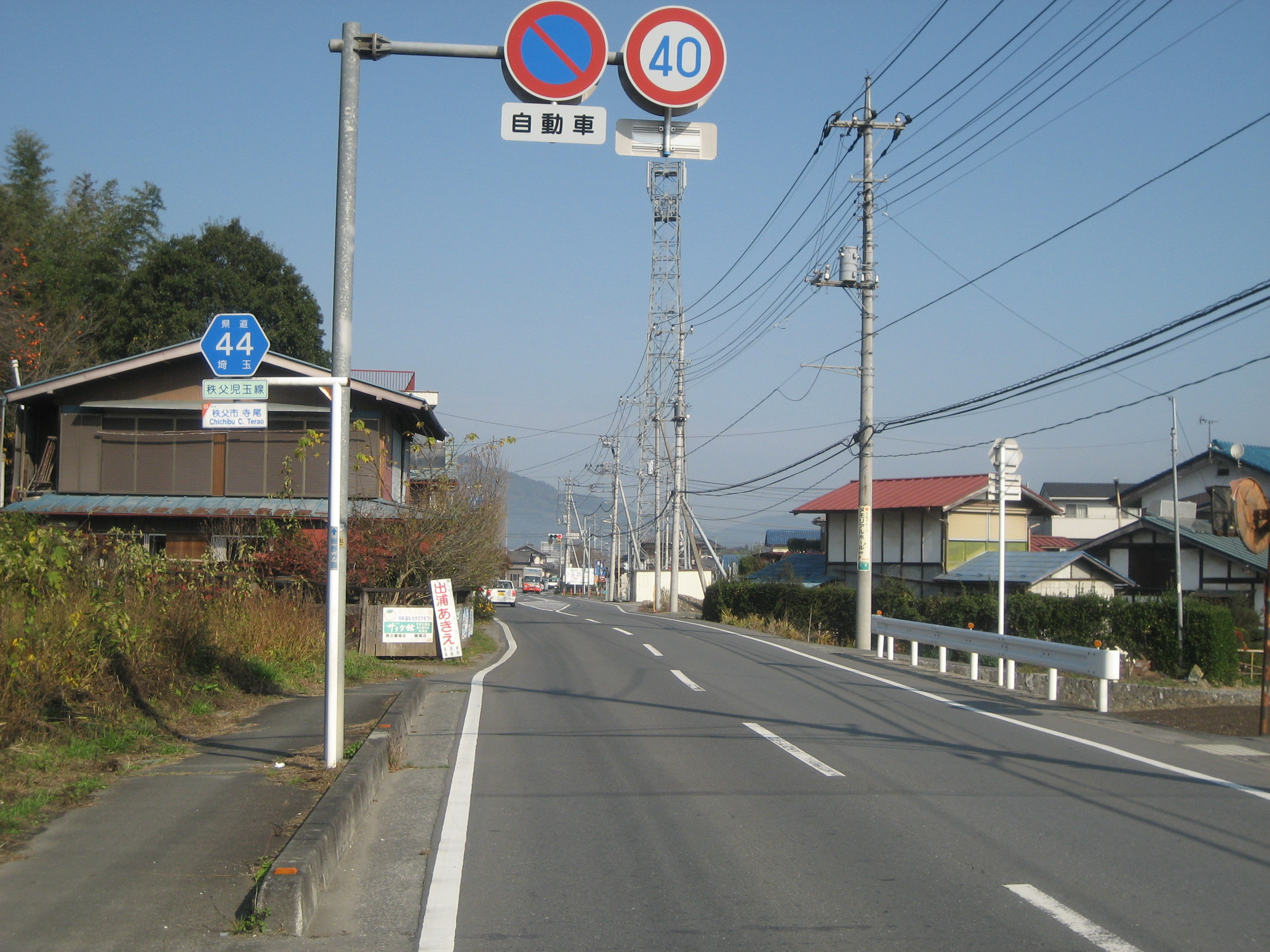
秩父市内

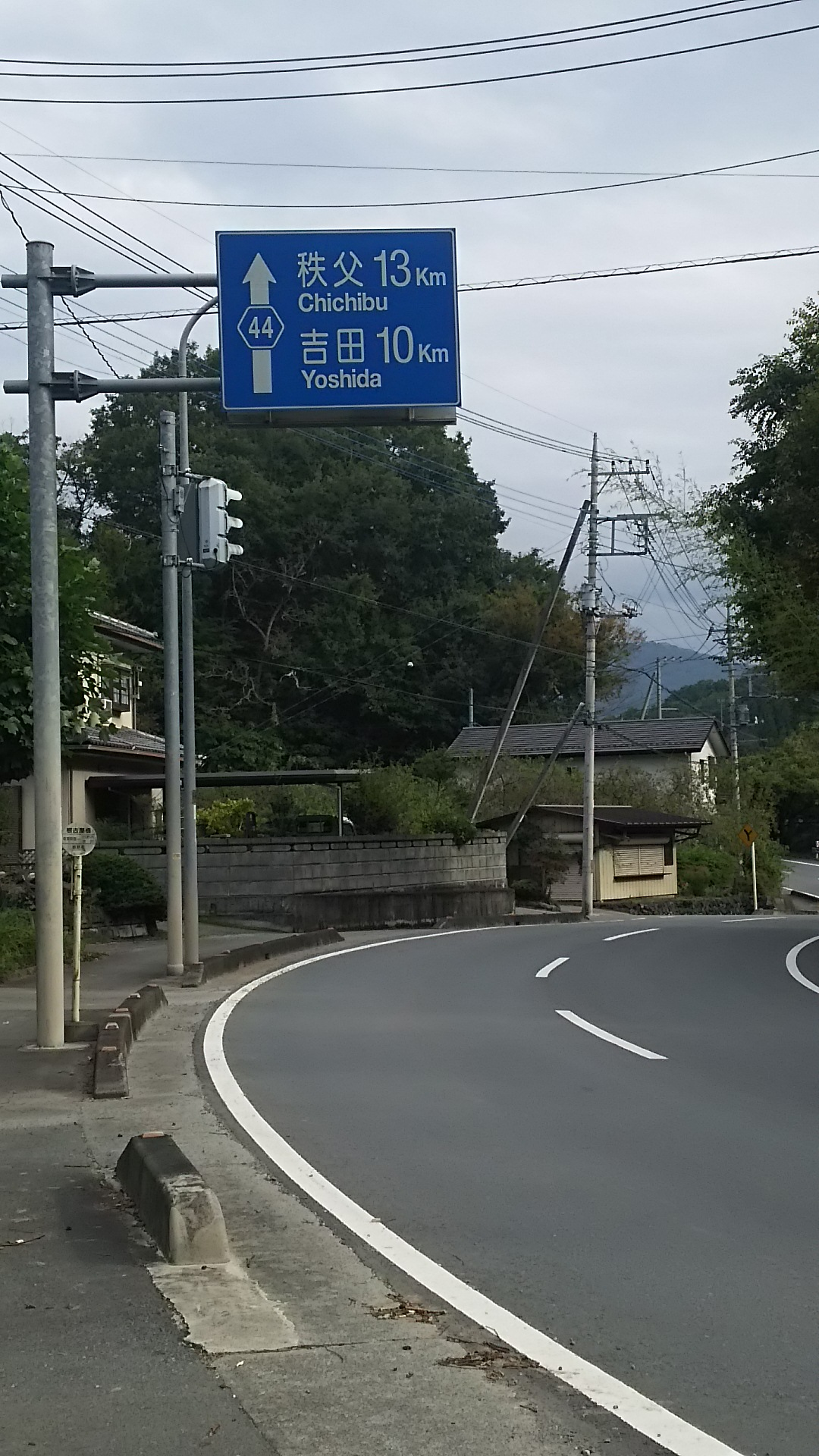
皆野町内

埼玉県道44号秩父児玉線（さいたまけんどう44ごう ちちぶこだません）は、埼玉県秩父市寺尾の国道299号との三叉路から同県本庄市児玉町金屋の国道254号とのY字路を終点とする県道（主要地方道）である。

## 概要

### 路線データ
- 起点：埼玉県秩父市寺尾
- 終点：埼玉県本庄市児玉町

## 路線状況

### 重複区間
- 埼玉県道13号前橋長瀞線（本庄市児玉町太駄 - 秩父郡皆野町金沢）

### 接続する主な道路
- 国道462号
- 国道140号皆野秩父バイパス（秩父小柱インターチェンジ）
- 国道299号

## 地理

### 通過する自治体
- 秩父市
- 秩父郡皆野町
- 本庄市

### 沿道の施設など
- 秩父橋
- 国神郵便局
- 秩父警察署国神駐在所
- 埼玉県立皆野高等学校
- カーサミナノ
- 皆野町立金沢小学校
- 児玉警察署本泉駐在所
- 本庄市立本泉小学校
- 児玉郵便局
- 本庄市役所児玉総合支所
- 児玉郡市広域消防本部児玉分署